# Arbusto Energy
Arbusto Energy (Arbusto Oil) var ett petroleum- och energiföretag grundat 1977 av George W. Bush.
Arbusto är spanska för buske (engelskans bush).